# Phó chủ tịch
Phó Chủ tịch (trong tiếng Anh-Anh: Phó Chủ tịch dùng cho chính phủ và Giám đốc dùng cho chức danh tương đương trong công ty) là một chức danh chính phủ hoặc doanh nghiệp dưới quyền Chủ tịch (giám đốc quản lý) về xếp hạng. Nó cũng có thể ám chỉ phó chủ tịch điều hành, biểu thị rằng phó chủ tịch là chi nhánh điều hành của chính phủ, trường đại học hoặc công ty. Tên xuất phát từ chữ Latinh vice nghĩa là "thay cho". Ở một số nước, phó chủ tịch được gọi là phó tổng thống. Trong ngôn ngữ giao tiếp hàng ngày, VP là từ viết tắt có thể được sử dụng.

## Trong chính phủ
Trong chính phủ, phó Tổng thống là một người có trách nhiệm chính chính là hành động thay cho tổng thống trong trường hợp tổng thống chết, từ chức hoặc mất năng lực. Phó tổng thống được bầu cùng với tổng thống là người cùng ứng cử của họ, hoặc hiếm khi được bổ nhiệm một cách độc lập sau cuộc bầu cử của tổng thống.
Hầu hết các chính phủ có phó tổng thống lúc nào cũng có một người trong vai trò này, ở một số quốc gia có từ hai phó tổng thống trở lên - cá biệt có trường hợp có 12 phó tổng thống như Iran. Nếu tổng thống không có mặt, chết, từ chức, hoặc nếu không thì không thể làm tròn nghĩa vụ của mình, phó tổng thống sẽ thường làm tổng thống. Trong nhiều hệ thống tổng thống, phó tổng thống không nắm giữ nhiều quyền lực chính trị hàng ngày, nhưng vẫn được coi là một thành viên quan trọng trong nội các. Một số phó Tổng thống ở châu Mỹ giữ chức Chủ tịch Thượng viện; ví dụ, ở Argentina, Hoa Kỳ và Uruguay. Phó Tổng thống đôi khi đảm nhiệm một số nhiệm vụ nghi lễ của tổng thống, chẳng hạn như tham dự các chức năng và sự kiện mà tổng thống thực sự có thể quá bận nên không tham dự; ví dụ, Phó Tổng thống của Hoa Kỳ thường xuyên tham dự đám tang của các nhà lãnh đạo thế giới thay mặt cho tổng thống. Trong các hệ thống nghị viện hoặc bán tổng thống, Phó Tổng thống có thể cùng tồn tại với Thủ tướng, như trường hợp ở Ấn Độ và Namibia, nhưng sự hiện diện của cả hai văn phòng đồng thời là hiếm.

## Trong doanh nghiệp
Trong doanh nghiệp, "phó chủ tịch" đề cập đến vị trí phân cấp từ các vị trí cấp rất cao trực tiếp báo cáo cho các ủy viên điều hành cấp C (trong các công ty phi tài chính), đến các vị trí phi quản lý cấp trung với 4-10 năm kinh nghiệm (trong các công ty tài chính).
Trong các doanh nghiệp phi tài chính, phó chủ tịch thường báo cáo trực tiếp với chủ tịch hoặc Tổng giám đốc điều hành của công ty và là thành viên của nhóm quản lý điều hành. Một số công ty kinh doanh sử dụng thuật ngữ này để cá nhân có chức danh phó chủ tịch chịu trách nhiệm về các bộ phận kinh doanh cụ thể (ví dụ: Phó chủ tịch pháp lý, Phó chủ tịch bán hàng và tiếp thị, Phó chủ tịch tài chính hoặc Phó chủ tịch nhân sự).
Khi có một số phó chủ tịch trong một công ty, những cá nhân này đôi khi khác biệt với các chức vụ biểu thị các vị trí cao hơn như phó chủ tịch điều hành và/hoặc phó chủ tịch cấp cao với đội ngũ quản lý còn lại giữ chức phó chủ tịch. Chức vụ trợ lý phó chủ tịch hoặc phó phó chủ tịch được sử dụng trong các tổ chức lớn bên dưới phó chủ tịch và có thể có một danh sách rất phức tạp của các loại VP khác như đã thấy trong phần tiếp theo.
Như nhiều người trong số các VP có nhân viên tối thiểu báo cáo cho họ, sự cần thiết của họ đã được đặt câu hỏi, với ví dụ Tạp chí Inc. tranh luận để san bằng hệ thống phân cấp của công ty. Tương tự, khi các trường đại học đã áp dụng cấu trúc doanh nghiệp có sự lo ngại về sự phình to của bộ máy hành chính và trả quá nhiều tiền cho VP. Một số nhà bình luận thậm chí còn tuyên bố sự gia tăng của các VP và các quản trị viên khác đang phá hủy các trường đại học. "Phó chủ tịch công ty "là một thuật ngữ cũ hơn thường là một phó chủ tịch được đặt tên là một nhân viên công ty của ban giám đốc. Không phải tất cả các phó chủ tịch trong một công ty trong môi trường kinh doanh hiện đại được đặt tên như một nhân viên công ty chính thức.

### Thứ bậc của các phó chủ tịch
Tùy thuộc vào tổ chức cụ thể, dưới đây có thể là một ví dụ về hệ thống phân cấp của các phó chủ tịch:
- Phó chủ tịch điều hành cấp cao (Sr. EVP, SEVP)
- Phó chủ tịch điều hành thứ nhất (1EVP or FEVP)
- Phó chủ tịch điều hành (EVP)
- Phó chủ tịch cao cấp(SVP)
- Phó chủ tịch (VP)
- Phó Chủ tịch bổ sung (AVP)
- Phó chủ tịch trợ lý (Asst. VP)
- Đồng Phó chủ tịch (Jt. VP)
- Phó chủ tịch liên kết
- Phó chủ tịch cấp trung (Jr. VP)

| Cấp | Cán sự điều hành ở Mỹ                 | Cán sự điều hành ở Anh | Cán sự điều hành ngân hàng đầu tư | Cán sự điều hành Châu Á Thái Bình Dương |
| --- | ------------------------------------- | ---------------------- | --------------------------------- | --------------------------------------- |
| 1   | Chủ tịch                              | Giám đốc thường vụ     | Chủ tịch                          | Chủ tịch                                |
| 2   | Phó chủ tịch, FEVP, SEVP, EVP         | Phó tổng giám đốc      | Phó chủ tịch, SEVP, EVP           | Phó chủ tịch                            |
| 3   | Phó giám đốc điều hành, Group VP      | Giám đốc điều hành     | Giám đốc quản trị cấp cao         | Phó giám đốc điều hành                  |
| 4   | Phó chủ tịch cấp cao                  | Giám đốc               | Giám đốc thường vụ                | Phó chủ tịch cấp cao                    |
| 5   | Phó chủ tich công ty hay Phó chủ tịch | Phó giám đốc           | Giám đốc điều hành                | Phó chủ tich công ty                    |

So sánh này không hoàn toàn chính xác, vì "giám đốc" là một thuật ngữ pháp lý, có nghĩa là ai đó đã đăng ký tên gọi thương mại công ty ở nước sở tại (hoặc đơn giản được đặt tên trong các tài liệu pháp lý, đối với các nước không có đăng ký công ty) khi có quyền kiểm soát quản lý của công ty, có trách nhiệm pháp lý cho hoạt động của nó, trong khi một phó chủ tịch thì không. Trong cả hai trường hợp, trách nhiệm có thể là tổng thể đối với công ty, một khu vực (Mỹ, EMEA, CEE...), đơn vị kinh doanh hoặc chức năng như Bán hàng, Tiếp thị, CNTT, v.v...

### Sử dụng trong các công ty dịch vụ tài chính
Trong các công ty môi giới, ngân hàng đầu tư và các công ty tài chính khác, "phó chủ tịch" là một cấp bậc cao cấp hơn là biểu thị một vị trí quản lý thực tế trong công ty. Đó là một vị trí tương đối cao, thường không biểu thị trách nhiệm quản lý và các công ty có một số lượng lớn các phó chủ tịch, có lẽ là một cách rẻ tiền cho một công ty để công nhận nhân viên, hoặc có lẽ vì trì hoãn khi một nhân viên không thể được di chuyển cao hơn trong tổ chức nhưng vẫn xứng đáng được công nhận. Trong hầu hết các trường hợp, chức vụ chỉ ngụ ý rằng ai đó đang đóng vai trò đóng góp cá nhân có thâm niên trung bình.

## Sử dụng trong các tổ chức khác
Trong các tổ chức khác (ví dụ: các tổ chức công đoàn, xã hội, câu lạc bộ) một hoặc nhiều phó chủ tịch được các thành viên của tổ chức bầu chọn. Khi nhiều phó chủ tịch được bầu, các vị trí thường được đánh số để ngăn chặn sự nhầm lẫn về việc ai có thể chủ trì hoặc thành công chức vụ chủ tịch khi vị trí tuyển dụng của văn phòng đó (ví dụ: phó chủ tịch thứ nhất, phó chủ tịch thứ 2, v.v.). Trong một số trường hợp, các phó chủ tịch được trao danh hiệu do trách nhiệm cụ thể của họ, ví dụ: Phó Chủ tịch Vận hành, Tài chính, v.v.. Trong một số hiệp hội, phó chủ tịch thứ nhất có thể hoán đổi cho nhau với phó chủ tịch điều hành và các phó chủ tịch còn lại được xếp hạng theo thứ tự thâm niên của họ.
Trách nhiệm chính của phó chủ tịch câu lạc bộ hoặc tổ chức là chuẩn bị để thừa nhận quyền hạn và nhiệm vụ của văn phòng chủ tịch trong trường hợp văn phòng đó trống. Nếu văn phòng của chủ tịch trống, phó chủ tịch (hoặc trong các câu lạc bộ với nhiều phó chủ tịch, Phó Chủ tịch cấp cao nhất), sẽ đảm nhiệm chức vụ Chủ tịch, với các phó chủ tịch cấp thấp hơn để điền vào các chức phó chủ tịch còn lại, chức phó chủ tịch cấp thấp nhất sẽ được bầu cử hoặc được chỉ định. Nếu các luật sư của một câu lạc bộ đặc biệt cung cấp danh hiệu viên chức của Chủ tịch đắc cử, viên chức đó sẽ đảm nhận quyền hạn và nhiệm vụ của chủ tịch khi vị trí đó còn trống chỉ khi được quy định trong luật pháp.